# Lijst van oorlogsmonumenten in Houten
De Nederlandse gemeente Houten heeft 4 oorlogsmonumenten. Hieronder een overzicht.
| Nr.  | Object          | Herdachte groep        | Ontwerper             | Onthulling       | Type       | Locatie                     | Plaats     | Coördinaten                   | Foto              |
| ---- | --------------- | ---------------------- | --------------------- | ---------------- | ---------- | --------------------------- | ---------- | ----------------------------- | ----------------- |
| 1940 | Oorlogsmonument | algemeen               |                       | 1 mei 1995       | gedenkbank | Plein, 3991 DK              | Houten     | 52° 1' 38" NB, 5° 9' 44" OL   |                   |
| 1944 | Verzetsmonument | verzet Nederland       | Willem van Kuilenburg | 30 augustus 1948 | reliëf     | Jonkheer Ramweg 1, 3998 JP  | Schalkwijk | 51° 59' 47" NB, 5° 10' 41" OL | Verzetsmonument   |
|      | Oorlogsmonument | Geallieerde militairen |                       | 5 mei 2015       | reliëf     | Goyerdijk                   | 't Goy     | 51° 59' 24" NB, 5° 14' 41" OL |                   |
|      | Stolpersteine   | vervolgden Nederland   | Gunter Demnig         |                  | plaquette  | Zie Stolpersteine in Houten | Houten     |                               | Meer afbeeldingen |

Amersfoort ·
Baarn ·
Bunnik ·
Bunschoten ·
De Bilt ·
De Ronde Venen ·
Eemnes ·
Houten ·
IJsselstein ·
Leusden ·
Lopik ·
Montfoort ·
Nieuwegein ·
Oudewater ·
Renswoude ·
Rhenen ·
Soest ·
Stichtse Vecht ·
Utrecht ·
Utrechtse Heuvelrug ·
Veenendaal ·
Vijfheerenlanden ·
Wijk bij Duurstede ·
Woerden ·
Woudenberg ·
Zeist